# Франк Томпсън
Уилям Франк Томпсън (на английски: William Frank Thompson) е британски офицер, майор. Офицер за свръзка между Британската армия и НОВА в България по време на Втората световна война.

## Биография
Роден е на 17 август 1920 г. в град Дарджилинг, Британска Индия. Произхожда от семейство с леви политически възгледи. През 1939 г., докато учи в Оксфордския университет, става член на Комунистическата партия на Великобритания под влиянието на своята близка приятелка Айрис Мърдок. Въпреки това, той изразява несъгласие с продиктуваната от пакта Молотов-Рибентроп политика на комунистическата партия за неутралитет в започващата Втора световна война. Постъпва като доброволец в британската армия. Служи в Северна Африка, Близкия изток и Сицилия. Постъпва в Управлението за специални операции (Special Operations Executive (SOE)).
На 25 януари 1944 г. майор Франк Томпсън е спуснат с парашут в Македония, за да осъществява връзката между британското командване и партизанските части в България, ръководени от Славчо Трънски. Включва се в британската военна мисия Mulligatawny (командир, майор Мостин Дейвис). През май 1944 г. мисията е включена в състава на щаба на Втора софийска народоосвободителна бригада и осъществява връзката между Главния щаб на НОВА и британската Балканска секция на Управлението за специални операции в Кайро. Получава сведения за структурата и състава на НОВА и ОФ. Организира спускания на английско оръжие, с което е въоръжена част от състава на току-що формирания батальон „В. Левски“ на Трънския отряд. 
На 18 март се организира пречиствателна операция на българските войскови подразделения, при която групата на Франк Томпсън е разбита и пръсната, като нейният командир М. Л. Дейвис е убит. След дълги перипетии групата успява да се събере на 23 март около с. Ново Село, Сурдолишко, където поради предателство трима от групата загиват, а Томпсън се спасява по чудо. На 6 април 1944 г. той успява да се свърже с английската военна мисия на майор Дагмор, като чрез него се обажда на радиоцентъра в Кайро и на 14 април получава нова радиостанция. По същото време е формирана нова английска военна мисия с кодовото име „Claridges“, в чийто състав попадат Франк У. Томпсън, радистът сержант Кенет Скот, сапьорът – сержант Джон Уолкър и преводачът – сержант Ник Мървин (Монро). В началото на май 1944 г. мисията успява да осигури получаването на голямо количество оръжие, доставено по въздуха, с което се въоръжават I и II софийска бригада в района на Кална. 
Томпсън участва в боен поход на Втора софийска народоосвободителна бригада  в Северозападна България. На 23 май 1944 г. бригадата води битка с българска армейска част и жандармерия при с. Батулия. При боя в местността „Марина мъртвина“ част от партизаните загиват. Майор Франк Томпсън е ранен, заловен и разпитван от Разузнавателната служба при Щаба на войската. През нощта на 10 юни 1944 г. е изведен от ареста и разстрелян в района на местността „Калето“ в село Литаково заедно с партизанина Лазар Атанасов и ятака Христо Гурбов.

## Памет
На майор Франк Томпсън е наименувано образуваното след войната село Томпсън. На мястото на залавянето му е изграден негов бюст-паметник. Неговото име носят: улица в село Литаково и улица в София, квартал Лозенец (Карта). През 1970-те години е препогребан в Братската могила в местността Калето край с. Литаково, наред със загинали по време на Съпротивителното движение в България 72 партизани и ятаци от Партизанска бригада „Чавдар“ и Втора софийска народоосвободителна бригада.
Сред погребаните са партизаните: канадецът сержант Ник Марвин (Монро), червеноармеецът Иван Валчук (Ванюша), сърбинът Стефан Радович и арменката Армина Разгладнян (Саша). .
На Франк Томпсън е посветен документалният филм „Майор Томпсън - (не)нужният герой“, 2022, сценаристи Пенчо Ковачев и Марин Дамянов, режисьор Жезко Давидов.